# Різанина у Стрільцях
Різанина у Стрільцях і Тугані — злочин, вчинений у селах Стрільці і Тугані 26 травня 1943 року проти цивільного українського населення підрозділом Кедів Армії Крайової.
Спалено десятки хуторів. За словами Михайла Горного, загальна кількість жертв у Тугані та Стрільцях становила 28 осіб (22 у Стрільцях та 6 у Тугані), із них 26 чоловіків і 2 жінки. Постраждали 8 осіб (5 у Стрільцях та 3 у Тугані). Згідно зі звітом німецької поліції, 17 людей були вбиті у Стрільцях і 6 в Тугані. Інформація про 54 або більше жертв, яка інколи з'являється в літературі швидше за все, включає жертви злочинів у Моложеві, Наброжі та кількох інших селах.
Атака на Стрільці була помстою польського підпілля за німецьку українську акцію, яку проводили часто за участю Української допоміжної поліції. Стрільці та Тугані були селами, частково заселеними українськими переселенцями.

## Виноски
1. ↑  Михайло Горний: Пом'яник українців Холмщини і Підляшшя за 1941—1947 роки. Львів: «Сполом», 2008, s. 129—130
2. 1 2 3  Mariusz Zajączkowski, Ukraińskie podziemie na Lubelszczyźnie w okresie okupacji niemieckiej 1939—1944, Lublin — Warszawa 2015, Instytut Studiów Politycznych PAN, Instytut Pamięci Narodowej O/Lublin, ISBN 978-83-7629-769-9, s. 242—243
3. ↑  M. Jasiak, Działalność OUN-UPA w południowo-wschodnich powiatach dzisiejszej Polski w latach 1944—1946 [w:] Polska-Ukraina: Trudne pytania, t. 7, KARTA, Warszawa 2000, s.97
4. 1 2  Czesław Partacz, Działalność nacjonalistów ukraińskich w Ziemi Chełmskiej i na Podlasiu 1939—1944 [w:] Stosunki polsko-ukraińskie w latach 1939—2004, Red. Bogumił Grott, Warszawa 2004, ISBN 83-60093-01-6, s.85
5. ↑  Okupacja i ruch oporu w «Dzienniku Hansa Franka» 1939—1945. T. 2. Warszawa, 1972, s. 126.